# Regió de Selàndia
Selàndia (en danès i oficialment Sjælland) és una regió administrativa de Dinamarca, creada l'1 de gener del 2007 com a part de la Reforma Municipal que va substituir els antics 13 comtats (amter) per cinc entitats més grans però amb menys competències. Al mateix temps els petits municipis es van fusionar per formar unitats més grans, passant de 271 municipis als 98 actuals.
La regió de Selàndia ocupa la major part de l'illa Selàndia, excepte la part nord-est que constitueix la Regió de Hovedstaden, i les illes de Lolland, Falster, Møn i d'altres de més petites.
Comprèn els antics comtats de Roskilde, Storstrøm i Sjælland Occidental.

## Divisió territorial
La regió es divideix en 17 municipis:

Municipis de Selàndia

| Municipi     | Habitants (1 gener 2008) |
| ------------ | ------------------------ |
| Faxe         | 35.418                   |
| Greve        | 47.773                   |
| Guldborgsund | 63.496                   |
| Holbæk       | 69.010                   |
| Kalundborg   | 49.743                   |
| Køge         | 56.637                   |
| Lejre        | 26.603                   |
| Lolland      | 48.219                   |
| Næstved      | 80.732                   |
| Odsherred    | 33.129                   |
| Ringsted     | 32.092                   |
| Roskilde     | 80.687                   |
| Slagelse     | 77.457                   |
| Solrød       | 20.759                   |
| Sorø         | 29.180                   |
| Stevns       | 21.892                   |
| Vordingborg  | 46.600                   |

## Consell Regional
Els 41 diputats del Consell Regional es reparteixen de la següent manera:
- Socialdemokraterne (Socialdemòcrates): 14 escons
- Venstre (Liberals): 13 escons
- Dansk Folkeparti (Partit popular): 4 escons
- Konservative Folkeparti: 3 escons
- Socialistisk Folkeparti (Ecosocialistes): 3 escons
- Det Radikale Venstre (Social-liberals): 2 escons
- Enhedslisten: 1 escó
- Blaklisten: 1 escó